# Kriukivșciîna, Kiev-Sveatoșîn
Kriukivșciîna (în ucraineană Крюківщина) este o comună în raionul Bucea, regiunea Kiev, Ucraina, formată numai din satul de reședință.

## Demografie
Componența lingvistică a comunei Kriukivșciîna
     Ucraineană (95,87%)
     Rusă (3,59%)
     Alte limbi (0,29%)
Conform recensământului din 2001, majoritatea populației comunei Kriukivșciîna era vorbitoare de ucraineană (95,87%), existând în minoritate și vorbitori de rusă (3,59%).

## Galerie

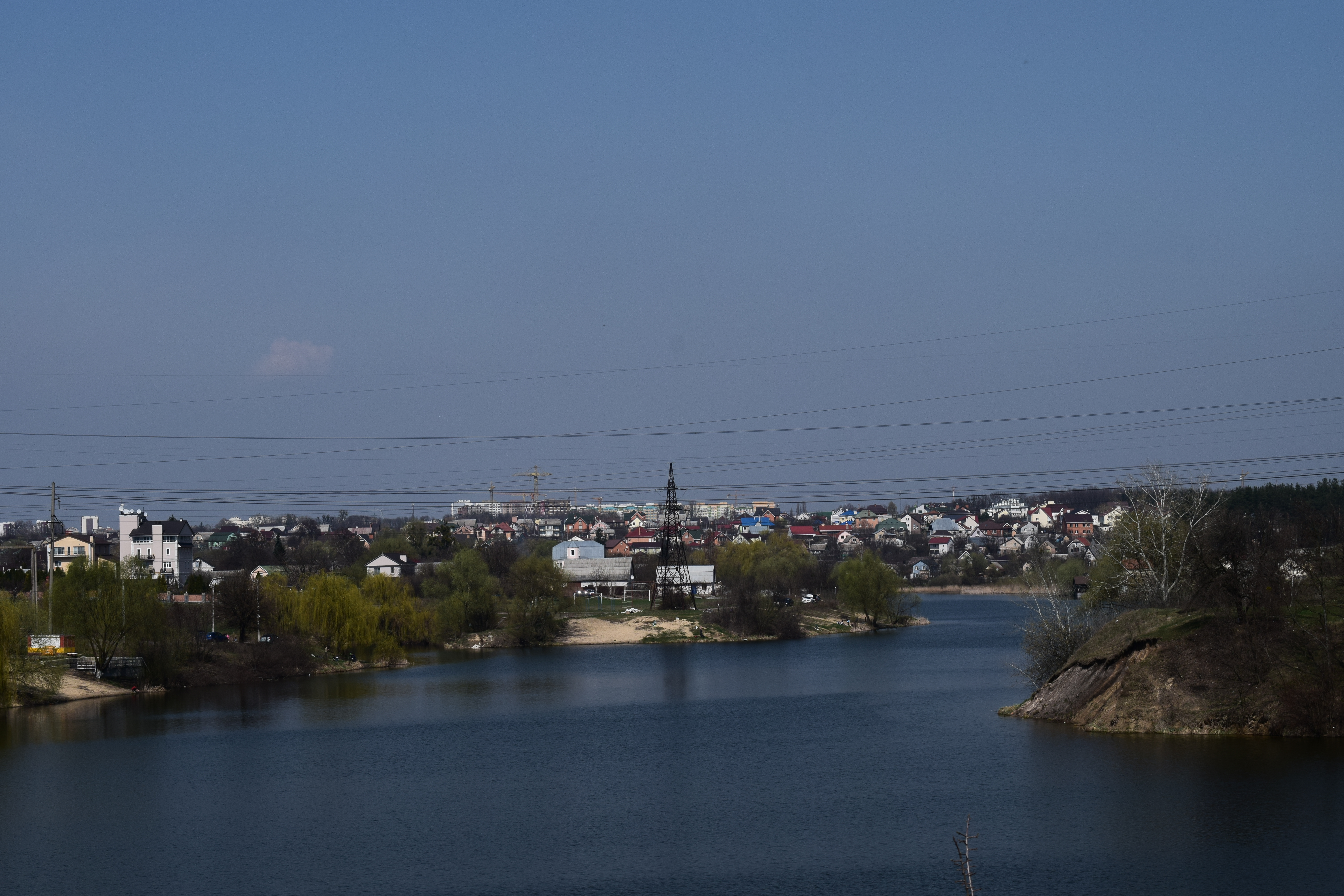
Krukivshchyna, vedere de la râu.
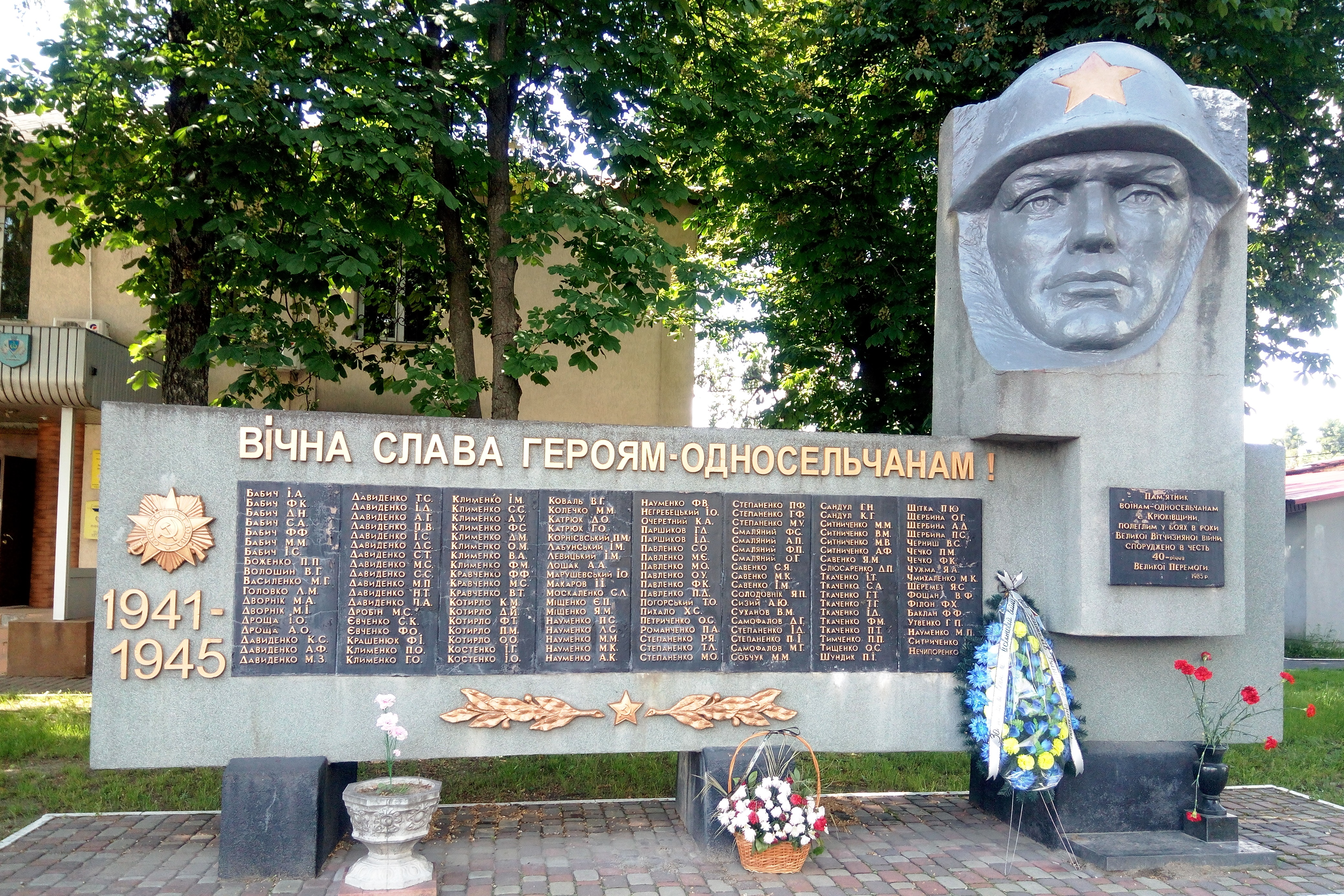
Memorialul colegilor săteni uciși în bătăliile celui de-al doilea război mondial
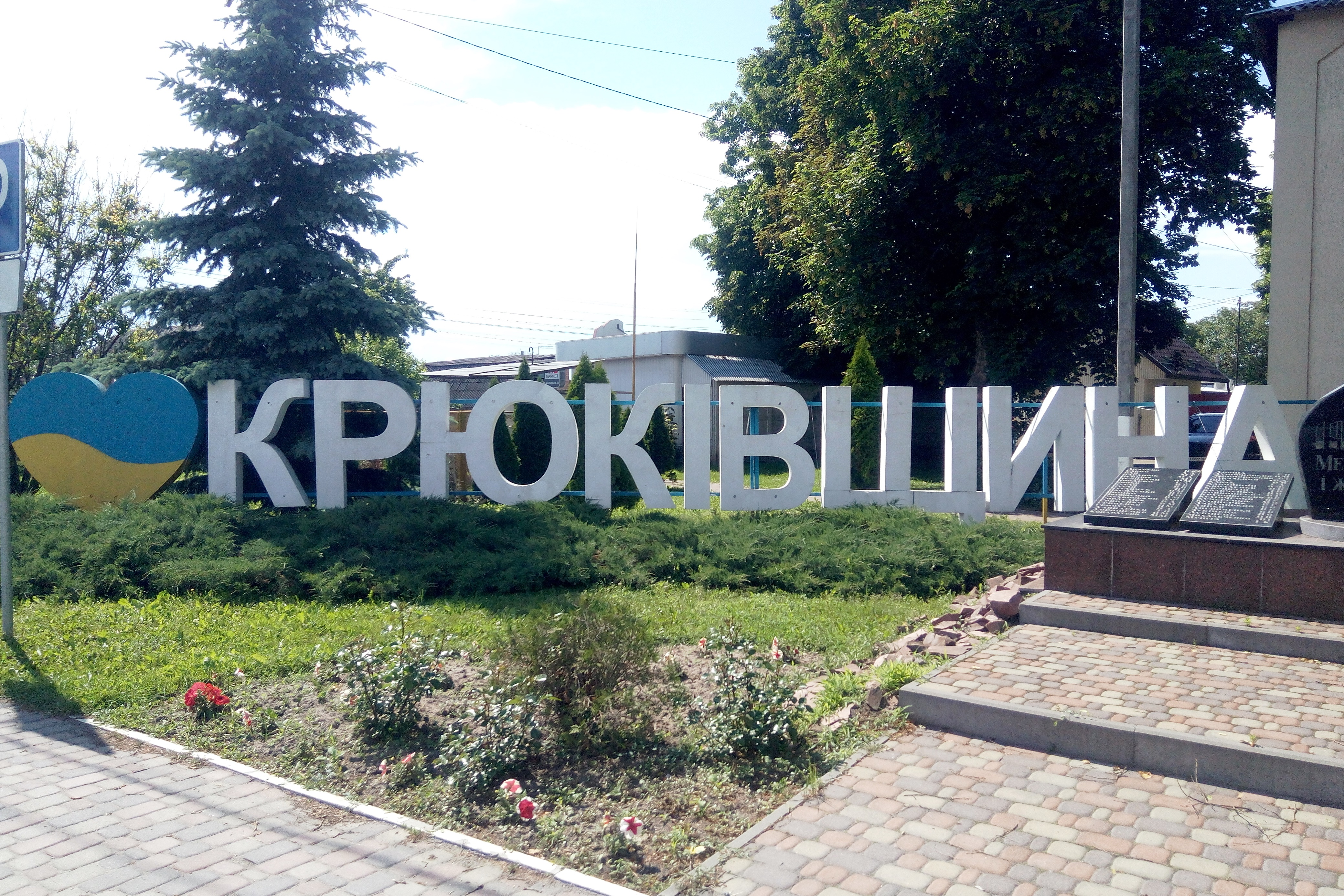
Obiect de artă „I love Krukivshchyna”
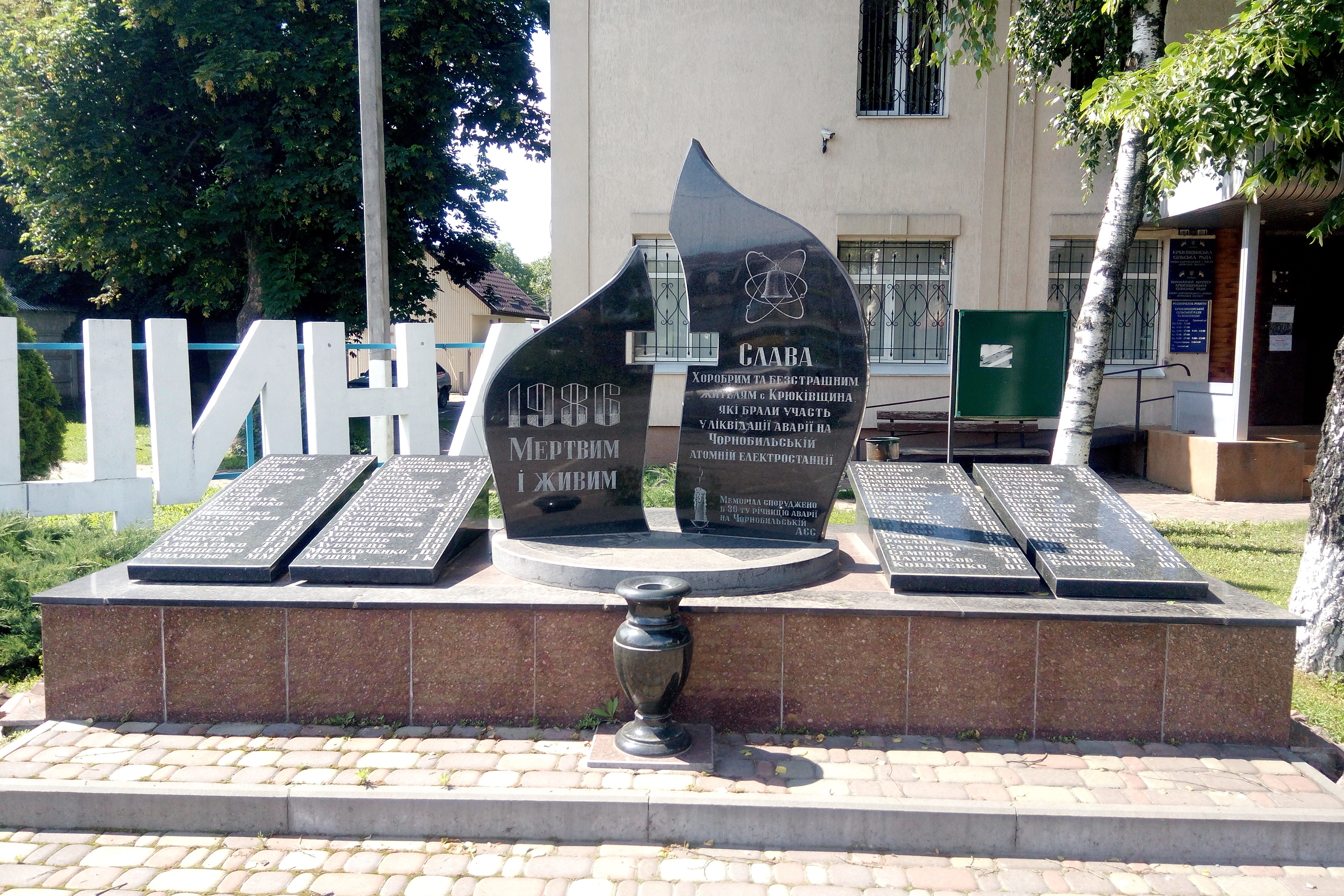
Monumentul victimelor Cernobilului
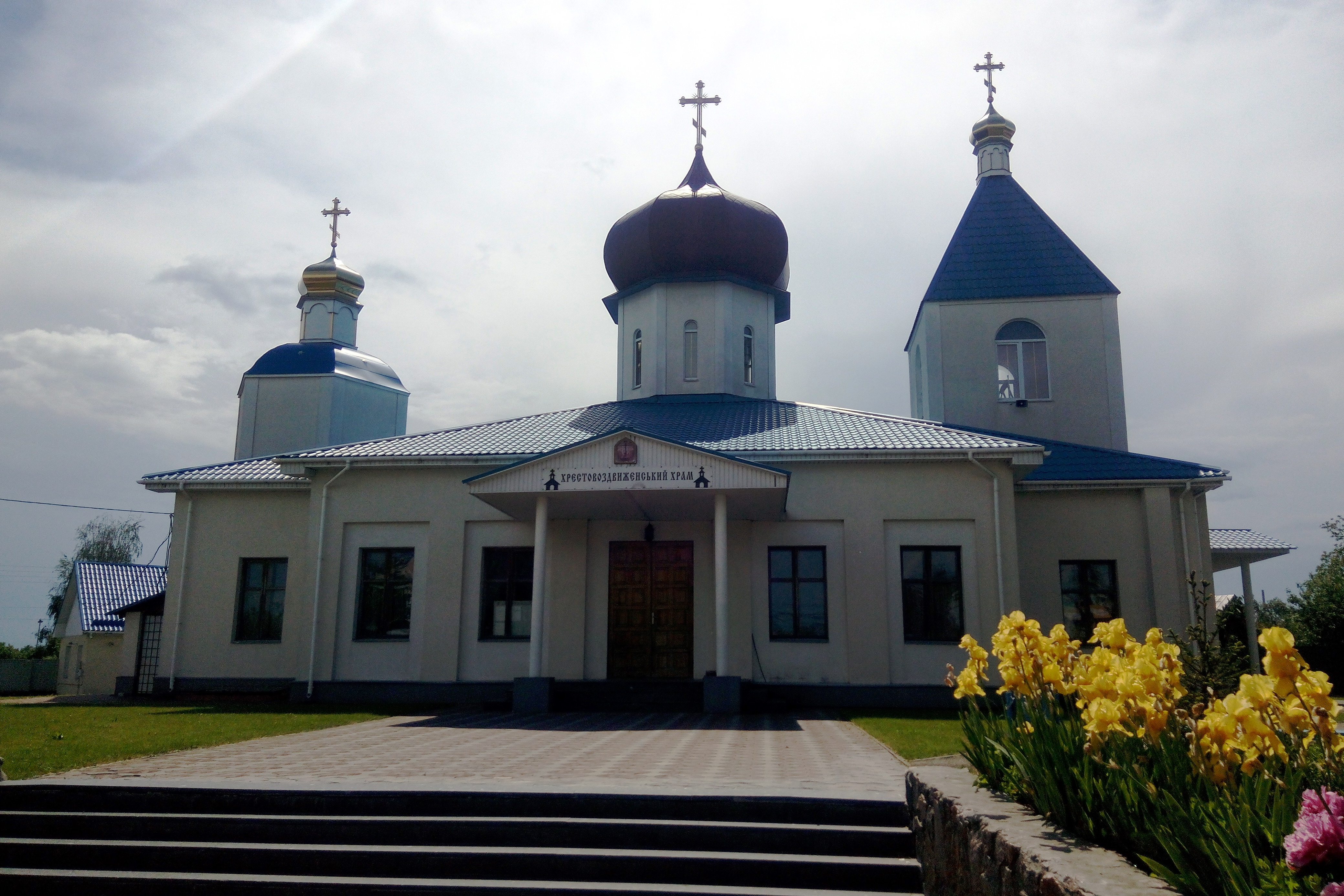
Biserica Înălțării Crucii Dătătoare de Viață (UOC-MP)
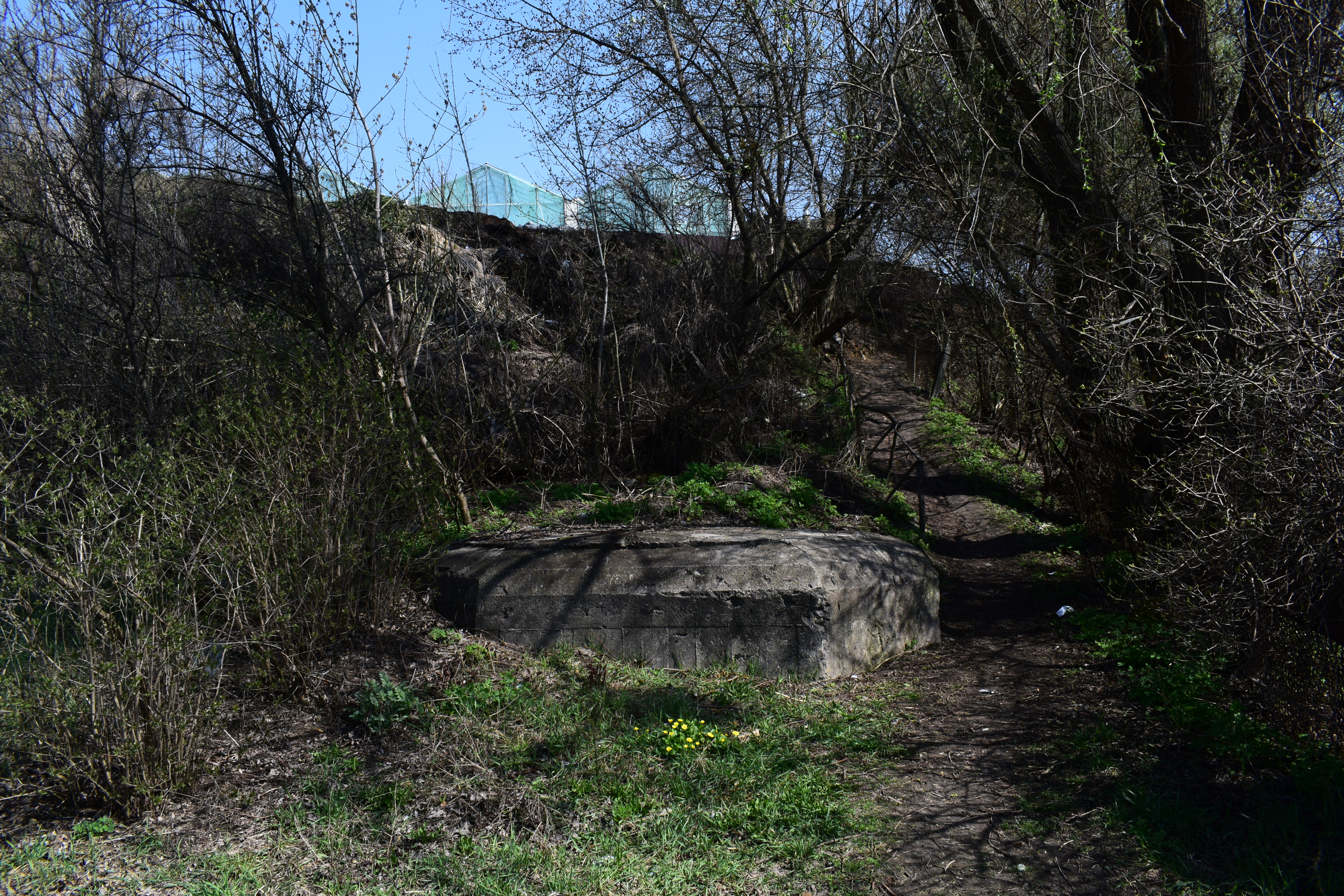
Fort № 301
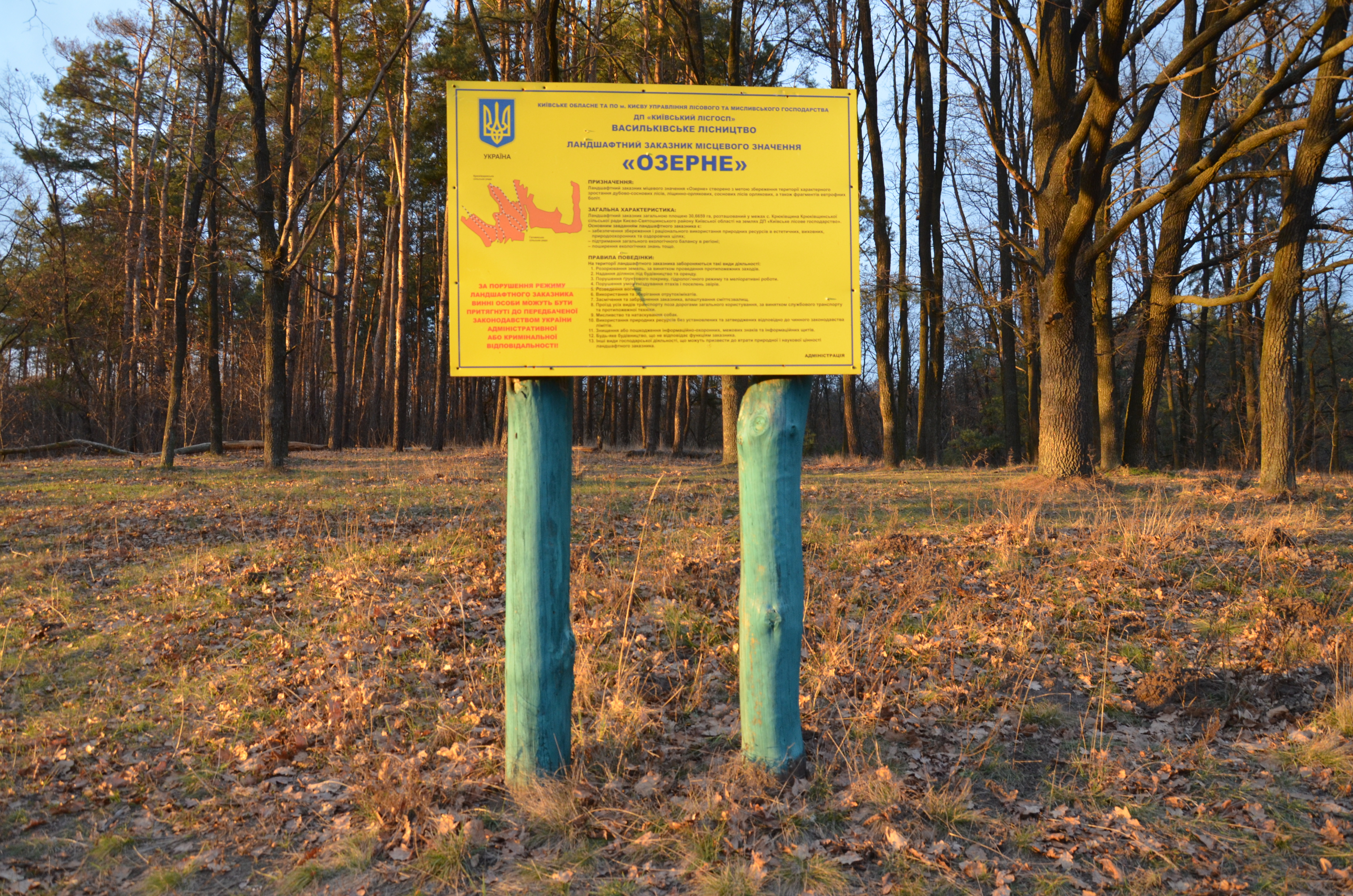
Rezervația "Lacului"